# Świbno

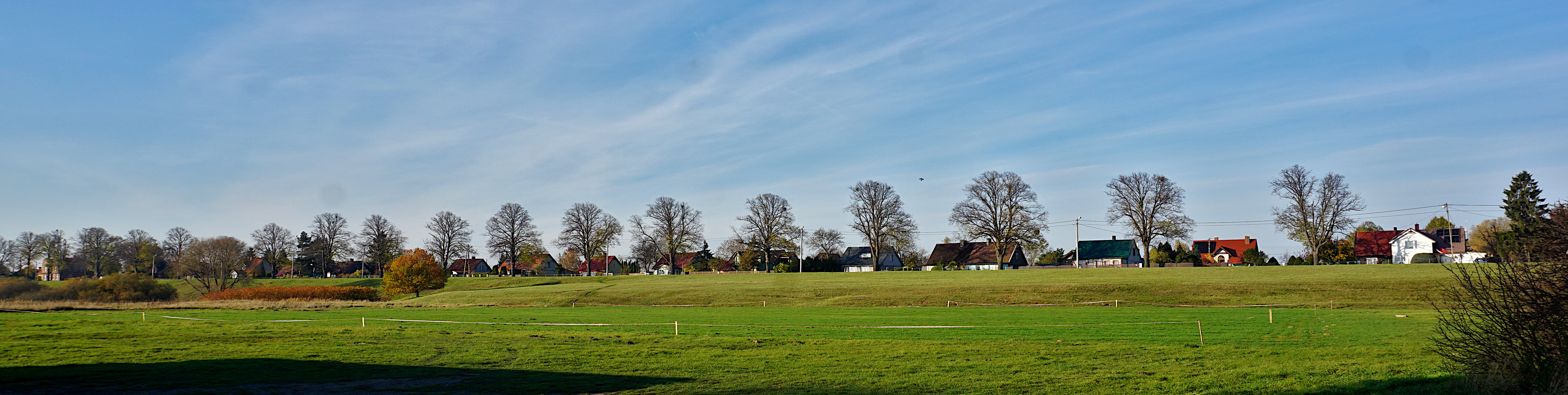
Domy stojące wzdłuż brzegu Wisły

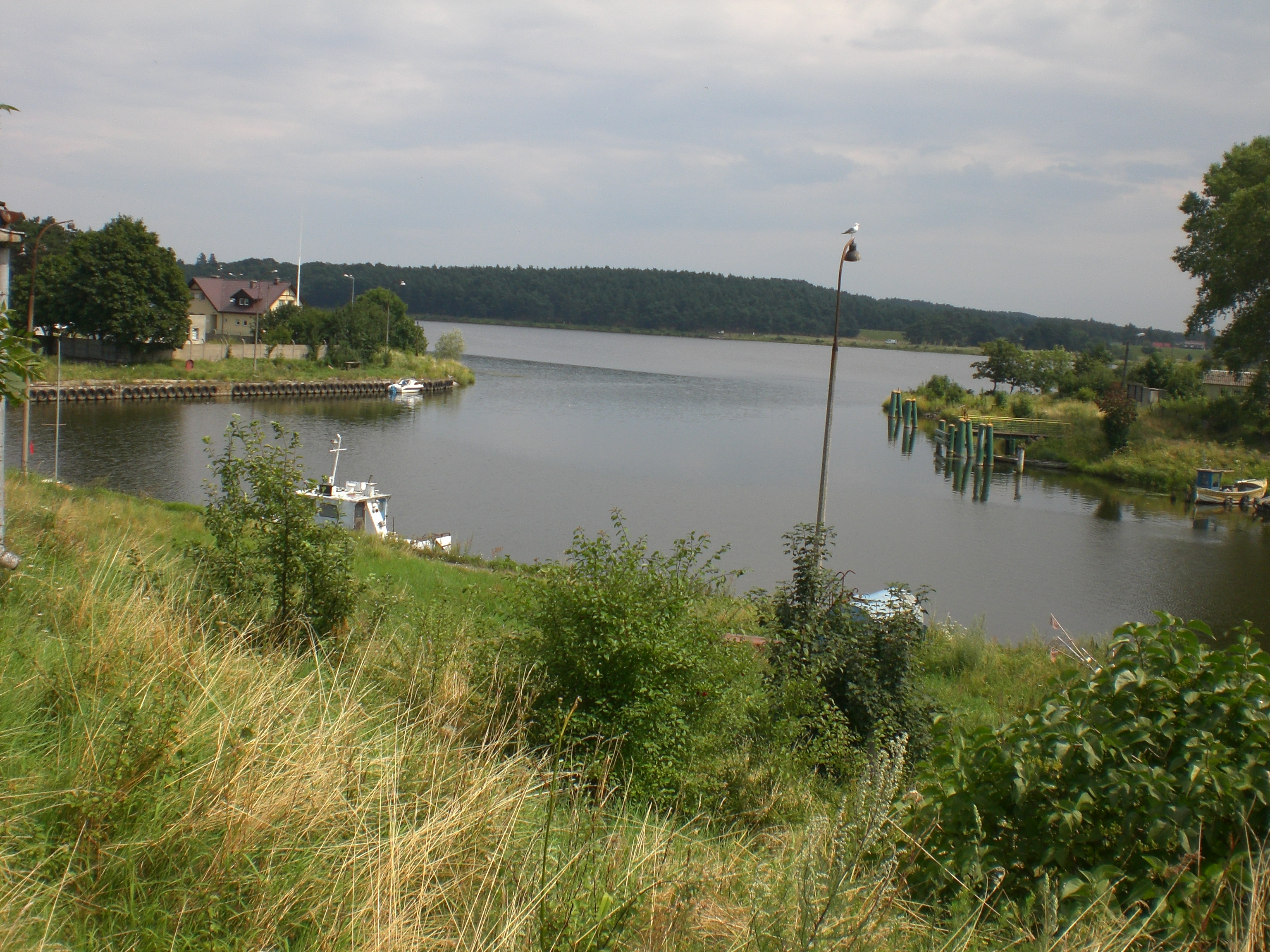
Port rzeczny w Świbnie

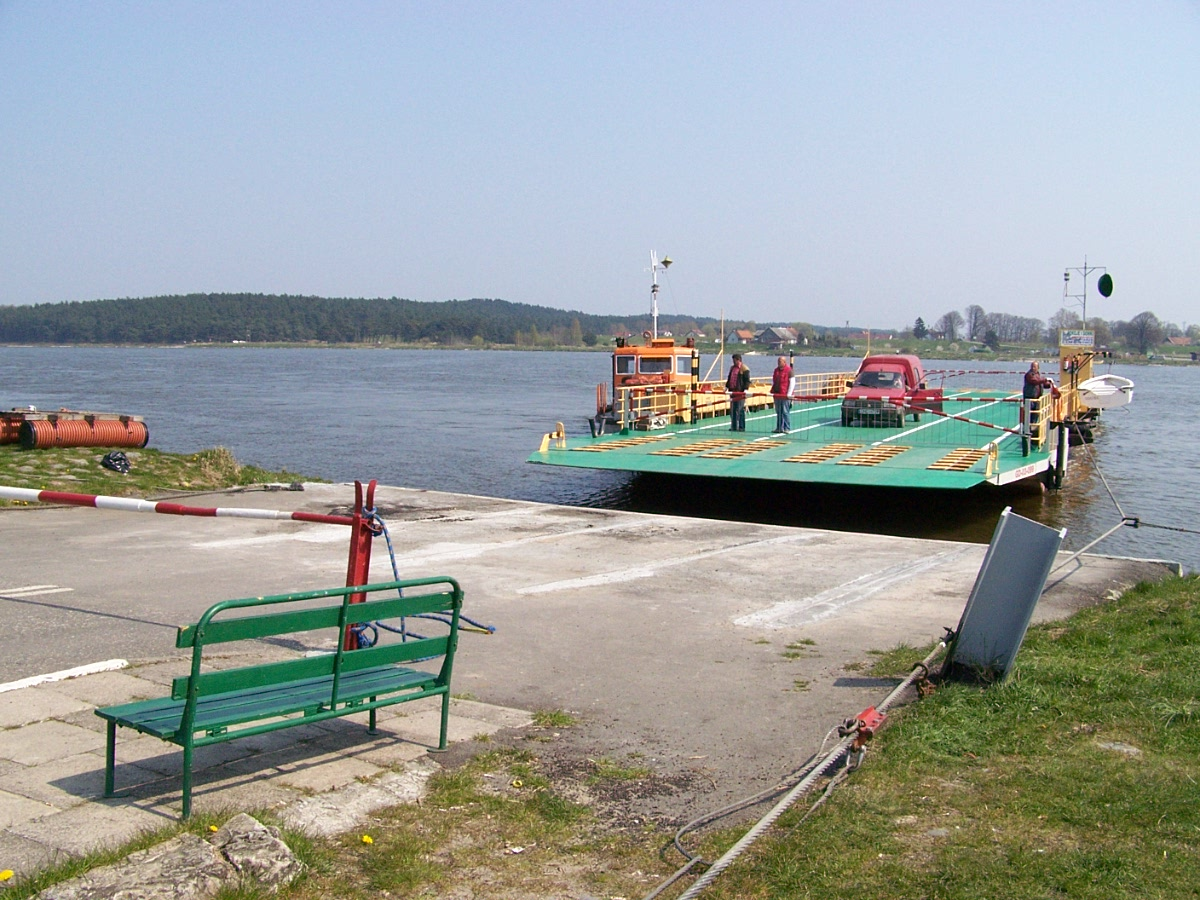
Prom na Wiśle w Świbnie

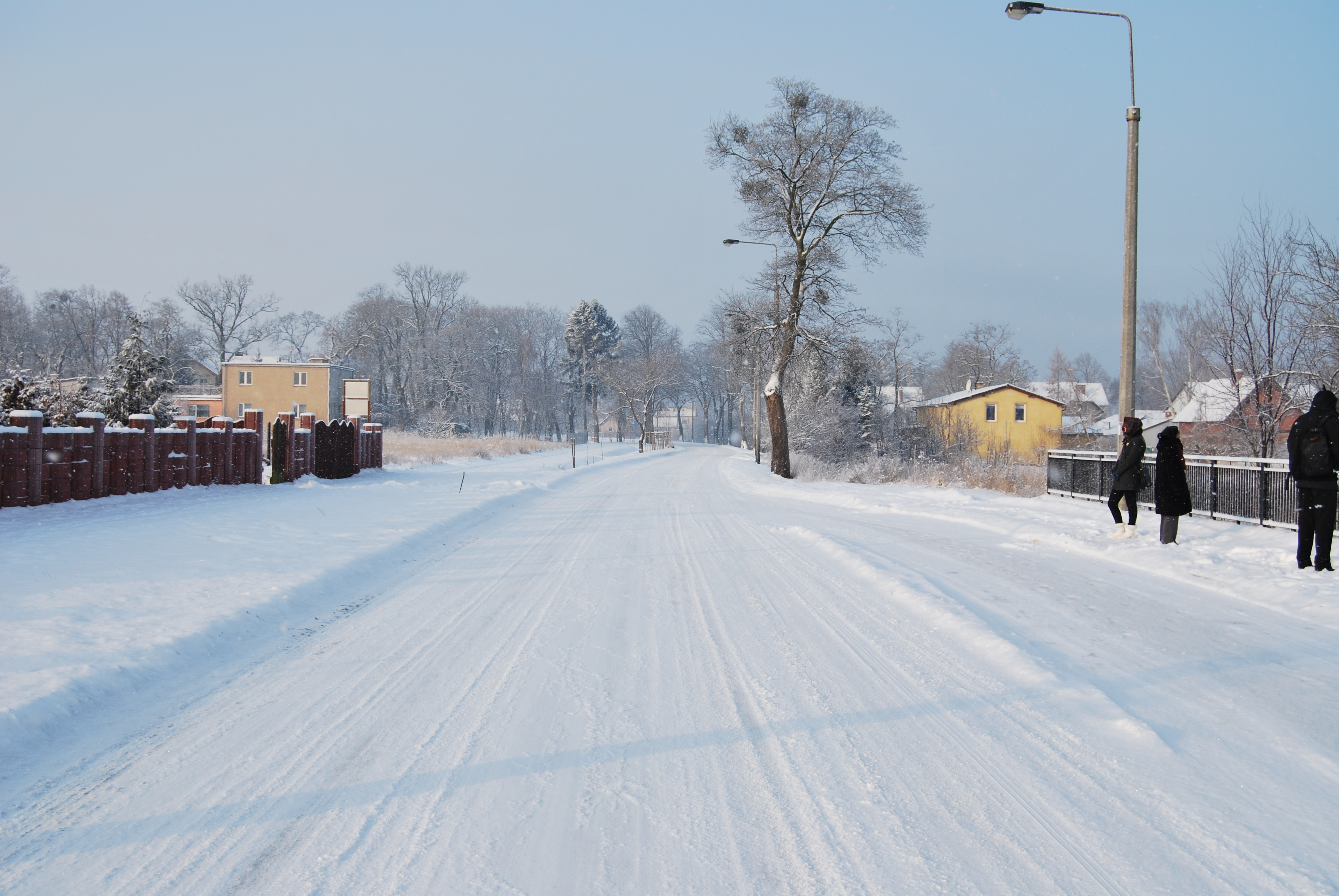
Droga wojewódzka nr 501 w Świbnie

Świbno (niem. Schiewenhorst, tuż po 1945 Śpiewowo) – część miasta Gdańska, w dzielnicy Wyspa Sobieszewska. Dawna wieś rybacko-letniskowa, do 1954 roku była siedzibą gminy Świbno.

## Położenie
Świbno leży na wschodnim krańcu wyspy, nad Przekopem Wisły. Jego wschodnia granica częściowo pokrywa się z granicą miasta.
Wieś należąca do Mierzei Wiślanej terytorium miasta Gdańska położona była w drugiej połowie XVI wieku w województwie pomorskim. 29 grudnia 1563 Rada Miasta Gdańska oddała Świbno i Przegalinę w dzierżawę na prawie chełmińskim kupcowi i rajcy gdańskiemu Johannowi Kramerowi.
Świbno zostało (wraz z całą Wyspą Sobieszewską) przyłączone w granice administracyjne miasta 1 stycznia 1973. Należy do okręgu historycznego Niziny.

## Obiekty
W Świbnie na wschodnim brzegu Przekopem Wisły przy śródlądowej drodze wodnej klasy III, zlokalizowany jest mały rybacki port rzeczny.
W Świbnie znajduje się pomnik poświęcony stuleciu Przekopu Wisły.
W kierunku północnym (w odległości 1 km), za Lasem Mierzei, znajduje się piaszczysta plaża (w l. 1969-2016 niestrzeżona) oraz sąsiadujący z nią od wschodu rezerwat przyrody Mewia Łacha. Mieści się tam też placówka Instytutu Meteorologii i Gospodarki Wodnej.

## Transport i komunikacja
Połączenie z centrum miasta umożliwiają autobusy komunikacji miejskiej.
Świbno położone jest przy drodze wojewódzkiej nr 501, w ciągu której znajduje się tam przeprawa promowa przez Przekop Wisły do Mikoszewa.

### Gdańska Kolej Dojazdowa
Świbno leżało na trasie Gdańskiej Kolei Dojazdowej. Trasa przebiegała z Rudników do przeprawy promowej.